# Fleming Island, Florida
Fleming Island är en ort (CDP) i Clay County, i delstaten Florida, USA. Enligt United States Census Bureau har orten en folkmängd på 27 126 invånare (2010) och en landarea på 41 km².